# قبة (عين العرب)
قبة  قرية سوريّة تتبع إداريّاً لمحافظة حلب منطقة عين العرب ناحية مركز شيوخ تحتاني، بلغ تعداد سكانها 2,110 نسمة حسب التعداد السكاني لعام 2004.